# Epiblema graphana
Epiblema graphana es una especie de polilla del género Epiblema, familia Tortricidae.
Fue descrita científicamente por Treitschke en 1835. 
Su envergadura es de 12-15 mm. Las larvas se alimentan de las especies Achillea millefolium y Artemisia. 

## Distribución
Se encuentra en España, Francia, Alemania, Benelux, Dinamarca, Austria, Suiza, Italia, República Checa, Eslovaquia, Polonia, Noruega, Suecia, Finlandia, Región Báltica, Albania, Rumania, Bulgaria, Hungría, Eslovenia, Macedonia del Norte, Grecia, Oriente Próximo, Rusia, Kazajistán, Irán, Afganistán y China.